# Antofagasta (azienda)
Antofagasta plc è un gruppo multinazionale anglo-cileno che si occupa di ricerca, estrazione e lavorazione di risorse minerarie, principalmente rame ma anche molibdeno e oro. Ha inoltre partecipazioni azionarie nella  ferrovia che collega Antofagasta alla Bolivia, Twin Metals in Minnesota e altre joint venture esplorative in diverse parti del mondo. A
È quotato alla Borsa di Londra ed è componente dell'indice FTSE 100.

## Storia
Il Gruppo nasce come Ferrocarril de Antofagasta a Bolivia, un'azienda costituita nel 1888 e quotata quell'anno alla Borsa di Londra, con l'obiettivo di gestire una ferrovia tra Antofagasta, un porto sulla costa pacifica del Cile settentrionale, e La Paz, la capitale della Bolivia.
Nel 1980 la quota di controllo fu acquisita dal Grupo Luksic e le due aziende - Antofagasta Transport e Antofadasta Minerals - furono successivamente integrate sotto il nome di Antofagasta Holdings. Nel corso degli anni '80, Antofagasta Holdings si diversifica in altri settori come l'estrazione mineraria di Michilla, in cui investe nel 1983, e quella mineraria dei Pelambres, in cui investe nel 1986, oltre alle telecomunicazioni.
Nel 1996, Antofagasta Holdings ha trasferito le sue attività bancarie e i suoi interessi industriali a Quiñenco SA, un'altra società cilena diversificata controllata anch'essa dalla famiglia Luksic. Questo trasferimento ha permesso ad Antofagasta Holdings di concentrarsi sullo sviluppo delle miniere di Pelambres e Tesoro e di affermarsi come produttore di rame a basso costo. Il nome abbreviato, Antofagasta, è stato adottato nel 1999.
La miniera di Los Pelambres fu riconosciuta per la prima volta da Willian Burford Braden nel 1920.
Nel 2009, Antofagasta PLC ha firmato un accordo con la società australiana Carbon Energy per sviluppare un progetto di gassificazione del carbone sotterraneo a Mulpún, nel sud del Cile. Il progetto è stato sospeso nel 2013.
Nel 2015 Antofagasta ha preso il controllo di Twin Metals, una società statunitense coinvolta in un progetto di estrazione di rame e nichel nel Minnesota settentrionale . Sotto il presidente Barack Obama, l'amministrazione americana ha rifiutato di rinnovare i contratti di locazione per le terre su cui era previsto il progetto minerario. Tuttavia, questa posizione è stata invertita durante la presidenza di Donald Trump. Il progetto minerario ha avviato un lungo processo di autorizzazione, che ha comportato notevoli problemi ambientali, essendo situato vicino ad un'area selvaggia con molti laghi e fiumi, e ha sollevato proteste da parte degli ambientalisti. L'inversione di fortuna del progetto ha fatto arrabbiare gli ambientalisti.